# Katja Kortesoja
 Katja Kortesoja   (née en 1976 à Tuusula), est une joueuse finlandaise de ringuette évoluant au poste d'avant-attaquante. Elle joue actuellement pour les Järvenpää Hawksw dans la Ligue d'élite professionnelle de Finlande. Elle est aussi membre de l'équipe nationale de ringuette de Finlande.

## Carrière
Katja Kortesoja joue successivement avec plusieurs clubs (Turku, VG-62, EKS, Helsinki Ringette) au cours de sa carrière et accumule plus de huit médailles aux Championnats nationaux de Finlande, dont sept d'or et une de bronze. 
Elle a également une expérience au Canada, où elle joue la saison 1994-95 pour Regina Pacers, club de la Saskatchewan. Elle se classe alors au quatrième rang des pointeuses du championnat. À cette époque, la Ligue Nationale de Ringuette n'existe pas et le championnat canadien est amateur.
Depuis 1996, elle participe à l'Équipe nationale de Finlande où elle accumule de nombreuses médailles des Championnats mondiaux, en plus de l'Euro Katjalla Tour en 1998. 

## Statistiques

### En équipe nationale
| Année | Évènement                         |   | PJ | B | A | Pts | +/- | Pun               |  | Résultat |
| 1996  | Championnat du monde de ringuette |   |    |   |   |     |     | Médaille d'argent |  |          |
| 1998  | l'Euro Katjalla Tour              |   |    |   |   |     |     | Médaille d'or     |  |          |
| 2000  | Championnat du monde de ringuette |   |    |   |   |     |     | Médaille d'or     |  |          |
| 2002  | Championnat du monde de ringuette |   |    |   |   |     |     | Médaille d'argent |  |          |
| 2004  | Championnat du monde de ringuette |   |    |   |   |     |     | Médaille d'or     |  |          |
| 2007  | Championnat du monde de ringuette |   |    |   |   |     |     | Médaille d'or     |  |          |
| 2010  | Championnat du monde de Ringuette | 5 | 1  | 3 | 4 | -   | 0   | Médaille d'or     |  |          |

## Palmarès
- 7 titres de championnats de Finlande
- Médaille d'argent  aux Championnats mondiaux de 1996
- Médaille d'or  aux Championnats mondiaux de 2000
- Médaille d'argent  aux Championnats canadiens de 2001-02
- Médaille d'argent  aux Championnats mondiaux de 2002
- Médaille d'or  aux Championnats mondiaux de 2004
- Médaille d'or  aux Championnats mondiaux de 2007
- Médaille d'or  aux Championnats mondiaux de 2010

## Honneurs individuels
En 2001, Katja reçoit le Trophée Agnes Jacks